# Dei et uorc (Vacca ragazzo)
Dei et uorc (Vacca ragazzo) è un singolo del rapper italiano Vacca, terzo estratto da VH, album di debutto del rapper.